# Goneatara eranistes
Goneatara eranistes är en spindelart som först beskrevs av Crosby och Bishop 1927.  Goneatara eranistes ingår i släktet Goneatara och familjen täckvävarspindlar. Inga underarter finns listade i Catalogue of Life.